# Ammoniak
Ammoniak är en kemisk förening av väte och kväve med formeln NH3.

## Egenskaper
Vid standardtryck och -temperatur är ammoniak en färglös gas med starkt stickande lukt som av gammal urin. Den är löslig i vatten och bildar då den basiska lösningen ammoniumhydroxid, NH4+ + OH-. I dagligt tal benämns även ammoniumhydroxid "ammoniak". Om ammoniak får reagera med saltsyra bildas ammoniumklorid.
Ammoniak bildas vid nedbrytning (röta) av organiskt kvävehaltigt material, och har varit känt sedan förhistorisk tid.
Vid ca –33°C övergår ammoniakgasen till en färglös vätska. Vid ca —78°C övergår vätskan till fast form med vit färg.

## Framställning
Fram till omkring 1915 utvanns ammoniak främst ur chilesalpeter eller gödsel, samt som biprodukt från koks- och metangasframställning. Redan 1754 hade dock Joseph Priestley framställt ammoniak genom en reaktion mellan ammoniumklorid och kalksten.
2NH4Cl + CaO → CaCl2 + H2O + 2H3N
Priestlys metod:
- 4 delar salmiak utrörs i vatten med 5 delar torr släckt kalk (kalciumhydroxid) till en tjock deg.
- Degen värms lindrigt i en järnretort, varvid ammoniakgas avgår.
- Gasen inleds i en väl avkyld tvättflaska med 4 delar destillerat vatten. Detta ger kaustik ammoniak av högsta renhet.[1]

Detta framställningssätt är upphovet till att ammoniak fått trivialnamnet salmiaksprit.
Det dröjde emellertid ända till 1785, innan sammansättningen blev klarlagd. Det gjordes av Claude Louis Berthollet.
Specifika vikten hos kaustik ammoniak varierar allt efter halten. Nedanstående tabell gäller vid temperatur 14°C.
| Halt (%) | Specifik vikt vid 14˚C (g/cm3) |
| -------- | ------------------------------ |
| 1        | 0,9959                         |
| 2        | 0,9915                         |
| 3        | 0,9873                         |
| 4        | 0,9831                         |
| 5        | 0,9790                         |
| 6        | 0,9749                         |
| 7        | 0,9709                         |
| 8        | 0,9670                         |
| 9        | 0,9631                         |
| 10       | 0,9593                         |
| 11       | 0,9555                         |
| 12       | 0,9520                         |

| Halt (%) | Specifik vikt vid 14˚C (g/cm3) |
| -------- | ------------------------------ |
| 13       | 0,9484                         |
| 14       | 0,9449                         |
| 15       | 0,9414                         |
| 16       | 0,9380                         |
| 17       | 0,9347                         |
| 18       | 0,9314                         |
| 19       | 0,9283                         |
| 20       | 0,9251                         |
| 21       | 0,9221                         |
| 22       | 0,9191                         |
| 23       | 0,9162                         |
| 24       | 0,9133                         |

| Halt (%) | Specifik vikt vid 14˚C (g/cm3) |
| -------- | ------------------------------ |
| 25       | 0,9106                         |
| 26       | 0,9078                         |
| 27       | 0,9052                         |
| 28       | 0,9026                         |
| 29       | 0,9001                         |
| 30       | 0,8976                         |
| 31       | 0,8953                         |
| 32       | 0,8929                         |
| 33       | 0,8907                         |
| 34       | 0,8885                         |
| 35       | 0,8864                         |
| 36       | 0,8744                         |

Under första världskriget rådde brist på gödsel och sprängämnesråvara, där ammoniak är en viktig beståndsdel. Detta stimulerade utvecklingen av tekniker för att binda luftens kväve. Bland metoder som utvecklades märks Birkland-Eyes metod, kalkkvävemetoden samt Haber-Boschmetoden, varav den sistnämnda blev den som kom att dominera ammoniakframställningen. Tillverkning enligt Haber-Boschmetoden startades 1913 vid BASFs anläggningar vid Ludwigshafen-Oppau efter ett samarbete mellan kemisten Fritz Haber och teknikern Carl Bosch. Under fem års tid utvecklades och förbättrades processen. Bland annat ersattes osmium av järn som katalysator vilket gjorde tekniken betydligt billigare. Arbetet gav de båda forskarna Nobelpriset i kemi, Haber 1918 och Bosch 1931.

## Ammoniak i kroppen
Ammoniak bildas i kroppen, som regel i form av ammoniumjoner (NH4+), genom nedbrytning av proteiner och andra ämnen som innehåller kväve. Bildandet av ammoniak är beroende av bl a rätt pH-värde. Eftersom ammoniak är något skadligt för kroppen ombildar enzymer det i normalfallet snabbt till urea huvudsakligen i levern. Vid sjukdomar kan ammoniakhalten i blodet vara för hög (hyperammonemi).

## Användningsområden
Ammoniak används som rengöringsmedel, till exempel fönsterputs, hårfärg, ugnsrengöring och rengöring av guld samt vid tillverkningen av handelsgödsel, salpetersyra och plaster.[källa behövs]
Ammoniak används även som köldmedium i kylmaskiner och bär där beteckningen R717.

## Ammoniakutsläpp
Ammoniak släpps ut i naturen. Enligt Naturvårdsverket fördelade sig utsläppen av ammoniak 2018 i Sverige enligt följande:
- Jordbruk 87,1 %
- Inrikes transporter 3,5 %
- Industriprocesser 5,3 %
- Avfall 3,2 %
- Övrigt 0,9 %

Utsläppen var 2018 12 % lägre än 1990. De minskade svenska utsläppen beror på effektivare produktion inom jordbruket, på att antalet mjölkkor och svin i Sverige minskat, och på att ökad import av mjölk- och köttprodukter flyttat utsläppen utomlands.

## Etymologi
Ordet ammoniak kommer av latin: ammoniacum och grekiska: ammoniakon, för det bittra harts som utvinns ur växten Dorema ammoniacum. Den var under antiken känd från oasen Siwa i nuvarande Egypten. Det grekiska namnet på oasen var Ammonion, eftersom där låg ett tempel som var helgat åt den egyptiske guden Amon.

## Trivialnamn
- Kaustik ammoniak[7]
- Salmiaksprit[7]